# Коррея (растение)
Коррея (лат. Correa) — род растений семейства Рутовые (Rutaceae).
Ареал — восток Австралии и Тасмания, вблизи побережья.
Коррея цветёт обычно в декабре-январе, из-за чего получила название «рождественского куста». Растение отличает сильный аромат, из-за чего его часто разводят в садах.
Род назван в честь Жозе Франсишку Корреи (1751—1823), португальского политика и учёного.

## Виды
По данным сайта The Plant List род насчитывает 12 видов. Некоторые из них:
- Correa aemula (Lindl.) F.Muell.
- Correa alba Andrews
- Correa backhouseana
- Correa baeuerlenii F.Muell.
- Correa decumbens F.Muell.
- Correa lawrenceana
- Correa reflexa (Labill.) Vent.
- Correa pulchella
- Correa schlechtendalii Behr